# Paul Stumpf (Jurist)
Paul Stumpf (* 24. März 1886 in Bütthard (Landkreis Würzburg); † 21. Januar 1967 in Bad Kissingen) war ein deutscher Jurist und Ministerialbeamter.

## Leben
Paul Stumpf war der Sohn eines Landarztes und der jüngere Bruder des späteren Juristen Gottfried Stumpf. Nach dem Besuch des humanistischen Gymnasiums Aschaffenburg und dem Abitur am Röntgen-Gymnasium Würzburg leistete Paul Stumpf seinen Militärdienst als Einjährig-Freiwilliger und studierte anschließend Rechtswissenschaften an der Julius-Maximilians-Universität Würzburg, wo er seit 1905 Mitglied der Burschenschaft Germania zu Würzburg war. Ebenso studierte er an der Ludwig-Maximilians-Universität München. Am 5. März 1912 promovierte er in Würzburg mit der Dissertation  „Die Wirkungen der Einstellung der Zwangsvollstreckung auf die Zwangshypothek“ zum Dr. jur. In den Jahren von 1910 bis 1913 absolvierte Stumpf den juristischen Vorbereitungsdienst am Amtsgericht Würzburg und Landgericht Würzburg sowie am Bezirksamt Bamberg. 1913 folgte das große juristische Staatsexamen (früher Staatskonkurs) mit anschließender Tätigkeit als juristischer Hilfsarbeiter bei der Bayerischen Vereinsbank. Bevor Stumpf Kriegsdienst leisten musste, war er als Regierungsakzessist bei der Regierung von Unterfranken eingesetzt. 1917 wurde er zum Bezirksamtsassessor in Passau ernannt und kam 1920 in das Staatsministerium des Innern, wo er Hilfsreferent für das Sparkassenwesen war. Zum 1. März 1923 folgte die Ernennung zum Regierungsrat. Am 1. Februar 1929 wurde er zum Bezirksamtsvorstand des Bezirksamts Ochsenfurt ernannt und blieb dort bis zu seinem Weggang nach Nürnberg, wo er 1934 die Leitung der Verwaltung übernahm.
1936 folgte die Abordnung zum Staatsministerium des Innern. Dort wurde er Leiter des Gemeindereferats. Im September 1939 zum Regierungsdirektor ernannt, kam im Sommer 1940 die Berufung zur Dienstleistung ins Reichsministerium des Innern. Dort wurde er zum 1. Dezember 1940 Ministerialrat. Am 6. Juli 1945 seines Amtes enthoben, folgte die Internierung in Garmisch-Partenkirchen. Im Entnazifizierungsverfahren wurde Stumpf durch die Spruchkammer München X als Mitläufer eingestuft. Am 14. August 1948 kam die Wiedereinstellung in den Dienst bei gleichzeitiger Versetzung in den Ruhestand.
Stumpf war zum 1. Mai 1933 in die NSDAP (Mitgliedsnummer 3.561.041) eingetreten.